# Red Rooms (Internet-Phänomen)
Bei den sogenannten Red Rooms handelt es sich um im Internet (hauptsächlich im Darknet) angeblich vorhandene Webseiten, wo in einem Live-Stream mutmaßlich Menschen ermordet, gefoltert oder sexuell missbraucht werden.
Es ist unklar, ob diese Internet-Seiten tatsächlich existieren. Es konnten keine stichhaltigen Beweise für die Existenz dieser Seiten gefunden werden. Das Streamen innerhalb des Darknets schließt sich bereits durch dessen technische Funktionsweise aus.

## Angeblicher Aufbau von Red Rooms
Nach Berichten von Internet-Nutzern sollen die Red Rooms so ähnlich aufgebaut sein wie ein normales Videoportal. Zugang zu einem Red Room sollen nur ausgewählte Kunden erhalten. Dies läuft nach Angaben von Zeugen nur gegen eine hohe Bezahlung.

## Möglicher Ursprung der Gerüchte
Ein möglicher Ursprung der Gerüchte um die Red Rooms ist der Fall um den australischen Sexualstraftäter und Mörder Peter Scully. Dieser hat im Jahr 2012 mit seiner damaligen 19 Jahre alten Freundin auf den Philippinen mehrere Kinder im Alter von zehn und zwölf Jahren sowie 18 Monaten sexuell missbraucht, misshandelt und sich dabei filmen lassen. Das Paar verkaufte das Videomaterial im Internet an zahlreiche Kunden. Das Material des Videos Daisy's Destruction erlangte aufgrund der Schwere des Inhalts schnell Bekanntheit im Internet. Zunächst war unklar, ob das Material echt ist. Jedoch wurde es nach der Festnahme und der Verurteilung des Paares von Ermittlern bestätigt. Die britische Zeitung The Sun bezeichnet den Fall Peter Scully als Ausgangspunkt für die Gerüchte der Red Rooms.